# Alagútdióda

Az alalgútdióda szimbóluma

Az alagútdióda, vagy más néven Esaki-dióda olyan félvezető dióda, mely a kvantummechanikából ismert alagúthatás alapján működik.

## Történet

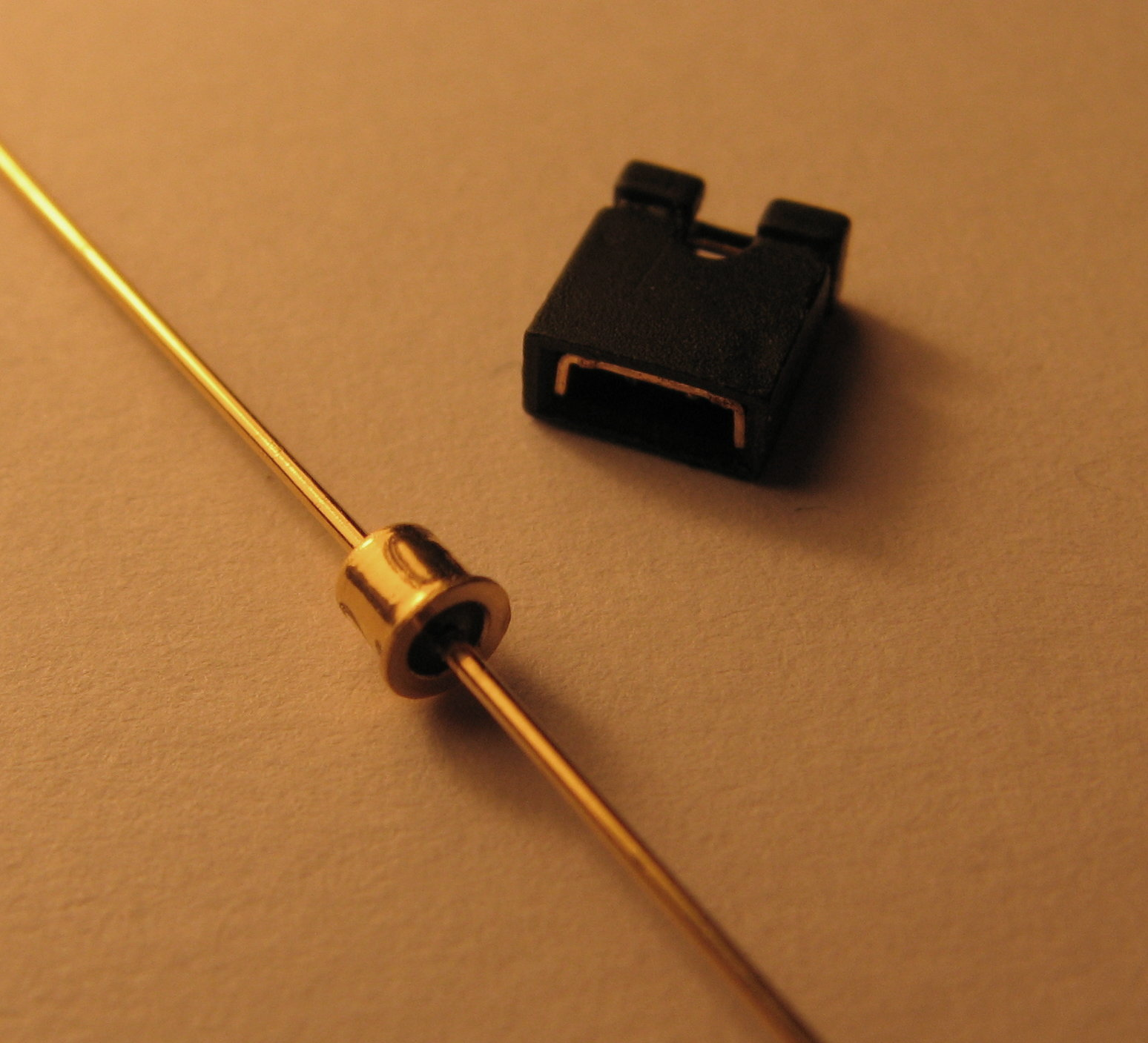
Alagútdióda

Az alagútdiódát Leo Esaki japán fizikus és Jurikó Kurosze találta fel 1957-ben, amikor a Tsushin Kogyónál, a Sony elődjénél dolgozott. Esaki 1973-ban – Brian Josephsonnal és Ivar Giaeverrel megosztva – Nobel-díjat kapott az alagúthatás felfedezéséért a félvezetőkben és a szupravezetőkben. Robert Noyce és William Shockley is eljutott az alagúthatás gondolatáig, de nem folytatták kutatásukat.
Alagútdiódát először a Sony gyártott 1957-ben. Többnyire germániumból készül, de szilícium alapú dióda is van. Az alagútdiódát különleges feszültség-áram karakterisztikája (negatív ellenállású tartomány) miatt előszeretettel használják nagyfrekvenciás oszcillátorokban erősítőelemként. Nagyfrekvenciás alkalmazásoknál jobb teljesítményük miatt alkalmazzák tranzisztorok helyett. Mikrohullámú tartományokban a rezonáns alagútdiódát használják. A MIM (metal–insulator–metal= fém-szigetelő-fém) dióda az alagútdióda egy változata. Az alagútdiódát kis zajú mikrohullámú erősítőknél is használják.

## Működés

Az alagútdióda karakterisztikája

Az alagútdióda erősen szennyezett p-n átmenettel rendelkezik. Ez az erősen szennyezett réteg igen keskeny, közel 10 nanométer (100 ångström) széles. Az erős szennyezettség eredményeként kiürített réteg jön létre, ahol az n oldali elektronok és a p oldali lyukak kölcsönhatásba lépnek egymással és rekombinálódnak, így mindkettő megszűnik.
Nyitó irányban a feszültség növelésével az elektronok átjutnak a keskeny kiürített sávon az üres vegyértéksáv felé. Az áram arányosan növekszik. Amint a feszültség tovább nő, az áram csökkenni kezd, ezt a szakaszt hívják negatív differenciális ellenállású tartománynak. A feszültség további növelésével az áram ismét növekszik. A dióda 100 mV…250 mV közötti szakaszában az ellenállás negatív. Ezt a szakaszt használják ki LC oszcillátorokban a rezgőköri veszteségek kompenzálására.
Záró irányban az elektronok átjutnak a keskeny kiürített rétegen, a dióda letörik, és jelentős áram folyik.
Az alagútdiódák hosszú élettartamúak. Az 1960-ban gyártott diódák még mindig működnek. Esaki ezt azzal indokolja, hogy igen stabil az állapotuk.
Az alagútdiódák viszonylagosan ellenállók nukleáris sugárzással szemben, ezért alkalmazhatók űrjárművekben.

## Lásd még
- Dióda
- Alagúthatás
- Oszcillátor